# Salem, New Mexico
Salem är en ort i Doña Ana County i delstaten New Mexico, USA.